# Abborrtjärnen (Malungs socken, Dalarna, 671052-137871)
Abborrtjärnen är en sjö i Malung-Sälens kommun i Dalarna och ingår i Göta älvs huvudavrinningsområde.